# Mamdouh Salem
Mamdouh Muhammad Salem (né en 7 mai 1918 à Alexandrie mort le 25 février 1988 à Londres)  est un militaire et un homme d'État égyptien. Il est premier ministre d'Égypte d'avril 1975 à octobre 1978.

## Biographie
Il fait des études à l'académie de police en 1940 et entre dans l'administration des douanes puis est nommé chef de la police spéciale d'Alexandrie. En 1967, il est gouverneur d'Assiout puis gouverneur de Gharbeya puis en novembre 1970 gouverneur d'Alexandrie. En mai 1971 il est nommé ministre de l'intérieur dans le cabinet de Mahmoud Fawzi puis en janvier 1972 vice-Premier ministre d'Aziz Sedki.  Il occupe également le poste de vice gouverneur militaire du pays. Il est nommé par Anouar el-Sadate premier ministre le 13 avril 1975. En 1976, il fonde le parti socialiste arabe égyptien. Il démissionne le 2 octobre 1978 en protestation contre les accords de Camp David.

## Source
- Harris Lentz Heads of governments and states since 1945 p. 251 éd.Routledge 1994  (ISBN 1-884964-44-3)